# A labio dulce
«A labio dulce» es una canción escrita por el cantante mexicano Iskander para su álbum de 2008 Fresas con Vodka. Desde su publicación oficial el 5 de julio de 2008, se convirtió en la canción más escuchada de ese año en México.

## Historia

### Antecedentes y grabación
Aproximadamente en 2003, Iskander conoció a Mario Domm, cantautor y productor mexicano, quien después de escuchar una de sus canciones en un concurso en el que él participó como jurado; Domm invitó a Iskander a su casa para escuchar sus demás temas, y algunas horas más tarde, le propuso para producir su primer disco.[cita requerida]
Pero Iskander le avisó que espere algunos meses en lo que el terminaba con Altavoz, proyecto en el que más tarde se convertiría en Camila. Iskander aceptó y viajó a Riolo, Terme, Italia; lugar en que utilizó para grabar la canción con el productor italiano Loris Ceroni en el los estudios Le Dune a finales del año 2006.[cita requerida]
Estrenando el videoclip el 16 de agosto del 2007. También fue tema principal para la telenovela mexicana realizada por TV Azteca en 2008, Contrato de amor, en el que se estrenó el 11 de agosto del mismo año.[cita requerida]

### Lanzamiento y reedición
El lanzamiento oficial el 5 de julio del 2008.[cita requerida] Reeditando publicaciones del tema el 19 de mayo de 2009, y el 31 de julio de 2015.[cita requerida] A labio dulce fue reconocida a partir de 2009 dentro y fuera de México, en el que sonaba en todas las estaciones de radio y al año siguiente logró firmar un contrato con Sony Music México.

## Composición

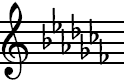
«A labio dulce» está compuesto en la tonalidad de Do mayor.

«A labio dulce» es un tema del género pop. Está compuesto en la tonalidad de Do mayor y presenta un compás de 4/4. Como progresión armónica, el tema cuenta con una secuenica básica do mayor-fa mayor-do mayor-sol mayor.[cita requerida]

## Portada
Editado en filtro vintage. La portada del sencillo tiene dos versiones, la primera muestra al cantante posando de pie, portando una camiseta de color blanco y pantalones de color rosa, decorado con una guitarra eléctrica; y la segunda es similar al anterior solamente sentado.[cita requerida]

## Crítica
La canción ha tenido críticas positivas y negativas durante su vigencia.[cita requerida]

## Presentaciones en vivo
El 6 de noviembre del 2008, Iskander se presentó en El Evento 40 de la Ciudad de México e interpretó «A labio dulce» y «Bésame bonito».[cita requerida]

## Posición en listas de éxitos

### Anuales
| Listas de 2008                                 | Posición | Ref              |
| ---------------------------------------------- | -------- | ---------------- |
| Los 100 Primeros                               | 70       | [cita requerida] |
| Lista de las 20 canciones más exitosas en 2008 | 17       | [ 5 ] [ 6 ]      |